# خط طول 79° غرب
خط طول 79° غرب هو أحد خطوط الطول الجغرافية، والتي تمتد من القطب الشمالي الجغرافي إلى القطب الجنوبي الجغرافي، وحسب التحويل الزمني يتأخر خط طول 79° غرب عن خط غرينتش بـ5 ساعة و16 دقيقة.

## من القطب إلى القطب
ينطلق خط طول 79° غرب من القطب الشمالي نحو القطب الجنوبي مرورا بالمناطق التي ترد في الجدول التالي:
| الإحداثيات                         | البلد أو الإقليم أو البحر | ملاحظات |
| ---------------------------------- | ------------------------- | --- |
| 90°0′N 79°0′W / 90.000°N 79.000°W  | المحيط المتجمد الشمالي    | |
| 82°52′N 79°0′W / 82.867°N 79.000°W | كندا                      | نونافوت — جزيرة إليسمير |
| 76°25′N 79°0′W / 76.417°N 79.000°W | Glacier Strait            | |
| 76°7′N 79°0′W / 76.117°N 79.000°W  | كندا                      | نونافوت — Coburg Island |
| 75°50′N 79°0′W / 75.833°N 79.000°W | خليج بافن                 | |
| 73°38′N 79°0′W / 73.633°N 79.000°W | كندا                      | نونافوت — جزيرة بيلوت [لغات أخرى]‏ |
| 72°46′N 79°0′W / 72.767°N 79.000°W | Eclipse Sound             | |
| 72°26′N 79°0′W / 72.433°N 79.000°W | كندا                      | نونافوت — Emmerson Island, Frechette Island و بافن (جزيرة) |
| 69°53′N 79°0′W / 69.883°N 79.000°W | حوض فوكس                  | مرورا بغرب جزيرة كوخ [لغات أخرى]‏, نونافوت, كندا (في 69°29′N 78°51′W / 69.483°N 78.850°W) |
| 69°7′N 79°0′W / 69.117°N 79.000°W  | كندا                      | نونافوت — Rowley Island |
| 68°54′N 79°0′W / 68.900°N 79.000°W | حوض فوكس                  | مرورا بغرب North Spicer Island, نونافوت, كندا (في 68°29′N 78°57′W / 68.483°N 78.950°W) |
| 68°22′N 79°0′W / 68.367°N 79.000°W | كندا                      | نونافوت — South Spicer Island |
| 68°11′N 79°0′W / 68.183°N 79.000°W | حوض فوكس                  | |
| 65°30′N 79°0′W / 65.500°N 79.000°W | Foxe Channel              | |
| 62°42′N 79°0′W / 62.700°N 79.000°W | خليج هدسون                | مرورا بغرب Elsie Island, نونافوت, كندا (في 58°51′N 78°58′W / 58.850°N 78.967°W) |
| 56°25′N 79°0′W / 56.417°N 79.000°W | كندا                      | نونافوت — Flaherty Island و Innetalling Island |
| 55°59′N 79°0′W / 55.983°N 79.000°W | خليج هدسون                | مرورا بشرق Long Island, نونافوت, كندا (في 54°56′N 79°1′W / 54.933°N 79.017°W) |
| 54°50′N 79°0′W / 54.833°N 79.000°W | كندا                      | كيبك |
| 53°24′N 79°0′W / 53.400°N 79.000°W | خليج جيمس                 | |
| 51°47′N 79°0′W / 51.783°N 79.000°W | كندا                      | كيبك أونتاريو — من 46°35′N 79°0′W / 46.583°N 79.000°W |
| 43°49′N 79°0′W / 43.817°N 79.000°W | بحيرة أونتاريو            | |
| 43°16′N 79°0′W / 43.267°N 79.000°W | الولايات المتحدة          | نيويورك (ولاية) — مرورا بشرق شلالات نياجارا (في 43°5′N 79°4′W / 43.083°N 79.067°W) |
| 42°58′N 79°0′W / 42.967°N 79.000°W | كندا                      | أونتاريو |
| 42°52′N 79°0′W / 42.867°N 79.000°W | بحيرة إري                 | |
| 42°42′N 79°0′W / 42.700°N 79.000°W | الولايات المتحدة          | نيويورك (ولاية) بنسيلفانيا — من 42°0′N 79°0′W / 42.000°N 79.000°W ماريلند — من 39°43′N 79°0′W / 39.717°N 79.000°W فيرجينيا الغربية — من 39°27′N 79°0′W / 39.450°N 79.000°W فرجينيا — من 38°49′N 79°0′W / 38.817°N 79.000°W كارولاينا الشمالية — من 36°32′N 79°0′W / 36.533°N 79.000°W كارولاينا الجنوبية — من 34°14′N 79°0′W / 34.233°N 79.000°W |
| 33°34′N 79°0′W / 33.567°N 79.000°W | المحيط الأطلسي            | مرورا بغرب باهاما الكبرى, جزر البهاما (في 26°41′N 79°0′W / 26.683°N 79.000°W) |
| 22°40′N 79°0′W / 22.667°N 79.000°W | كوبا                      | Cayo Santa Maria و the mainland |
| 21°36′N 79°0′W / 21.600°N 79.000°W | البحر الكاريبي            | |
| 20°53′N 79°0′W / 20.883°N 79.000°W | كوبا                      | Doce Leguas Cays |
| 20°51′N 79°0′W / 20.850°N 79.000°W | البحر الكاريبي            | |
| 9°34′N 79°0′W / 9.567°N 79.000°W   | بنما                      | |
| 8°57′N 79°0′W / 8.950°N 79.000°W   | المحيط الهادئ             | Gulf of Panama |
| 8°28′N 79°0′W / 8.467°N 79.000°W   | بنما                      | جزر اللؤلؤ |
| 8°27′N 79°0′W / 8.450°N 79.000°W   | المحيط الهادئ             | |
| 1°41′N 79°0′W / 1.683°N 79.000°W   | كولومبيا                  | Westernmost point |
| 1°35′N 79°0′W / 1.583°N 79.000°W   | المحيط الهادئ             | Ancón de Sardinas Bay |
| 1°14′N 79°0′W / 1.233°N 79.000°W   | الإكوادور                 | |
| 4°59′S 79°0′W / 4.983°S 79.000°W   | بيرو                      | |
| 8°13′S 79°0′W / 8.217°S 79.000°W   | المحيط الهادئ             | |
| 33°40′S 79°0′W / 33.667°S 79.000°W | تشيلي                     | جزر جزيرة روبنسون كروزو و Santa Clara |
| 33°42′S 79°0′W / 33.700°S 79.000°W | المحيط الهادئ             | |
| 60°0′S 79°0′W / 60.000°S 79.000°W  | المحيط الجنوبي            | |
| 72°57′S 79°0′W / 72.950°S 79.000°W | القارة القطبية الجنوبية   | Territory المطالب الإقليمية بالقارة القطبية الجنوبية by تشيلي (المقاطعة التشيلية بالقارة القطبية الجنوبية) و by the المملكة المتحدة (المقاطعة البريطانية بالقارة القطبية الجنوبية) |